# オリンパス μ-25 DIGITAL
オリンパス μ-25 DIGITAL（おりんぱす みゅー25 でじたる）とは、オリンパス光学工業のデジタルスチルカメラ、μシリーズの一機種である。
コンパクトサイズで防水設計になっている。対応メディアはxDピクチャーカード。

## 仕様
- 形式 ： デジタルカメラ
- 記録方式（静止画） ： JPEG（DCF準拠）、Exif 2.2対応、DPOF対応、PRINT Image Matching Ⅱ対応
- 記録方式（動画） ： QuickTime Motion JPEG 準拠
- 記録媒体 ： xDピクチャーカード（16-512MB）
- 有効画素数 ：400万画素
- 最大画像サイズ ： 2272×1704（px）
- 液晶 ：1.5 型TFT カラー液晶
- 本体重量 ：165 g